# Famciclovir
Le famciclovir est un antiviral utilisé en pharmacie. C'est une prodrogue du penciclovir. Il est actif sur HSV1, HSV2 dont des souches résistantes à l'aciclovir. Il est aussi actif sur VZV. 

## Principales indications
Les principales indications sont : 
- le zona, l'herpès génital chez le patient immuno-compétent ou immuno-déprimé ;

- en prévention des douleurs zostériennes ou des complications oculaires du zona ophtalmique.